# Horns (película)
Horns es una película de fantasía, drama y misterio estadounidense de 2014 dirigida por Alexandre Aja y protagonizada por Daniel Radcliffe, Max Minghella y Joe Anderson. Basada en la novela homónima de Joe Hill que fue publicada en 2010, trata sobre un hombre llamado Ig Perrish (Radcliffe) que, tras ser acusado de violar y asesinar a su novia Merrin (Juno Temple), utiliza sus recién descubiertas habilidades paranormales para descubrir al verdadero culpable.

## Reparto
Originalmente, el papel principal iba a ser para Shia LaBeouf, pero fue remplazado por Radcliffe.
- Daniel Radcliffe como Ignatius «Ig» Perrish.
  - Mitchell Kummen como Ig (joven).
- Max Minghella como Lee Tourneau.
- Joe Anderson como Terry Perrish.
- Juno Temple como Merrin Williams.
  - Sabrina Carpenter como Merrin (joven).
- Kelli Garner como Glenna.
  - Laine MacNeil como Glenna (joven).
- James Remar como Derrick Perrish.
- Kathleen Quinlan como Lydia Perrish.
- Heather Graham como Veronica.
- David Morse como Dale Williams.
- Alex Zahara como Dr. Renald.
- Kendra Anderson como Delilah.
- Michael Adamthwaite como Eric Hannity.
  - Erik McNamee como Eric (joven).
- Desiree Zurowski como Reportero de la radio.